# Le Lit à colonnes
Pour plus de détails, voir Fiche technique et Distribution.
Le Lit à colonnes est un film français réalisé par Roland Tual, sorti en 1942.
Le film suit un détenu, compositeur de talent, crée en prison une œuvre musicale, Le Lit à colonnes, inspirée par l’amour qu’il porte à sa muse, la fille du directeur de la prison, lequel usurpera cette œuvre en se l’attribuant pour satisfaire son égo. La découverte de ce vol restera secrète.

## Synopsis
Dans les années 1880, non loin d’une petite ville de la province française, Clément Porey-Cave règne sur la maison d’arrêt de Meu dont il est directeur depuis 27 ans, redouté de ses gardiens et d’une vingtaine de prisonniers. C’est un homme terne et aigri, déplaisant et funèbre. On n’essaye pas de s’évader de sa prison sinon c'est dix jours de cachot et on ne chante pas comme fait le no 12 : « Ici, pas de note de musique mais des notes de conduite. Le règlement c’est le règlement ! »
Chez lui, Madeleine sa femme, soumise à son autorité, baisse la tête. C’est une femme désabusée qui ne s’occupe que de ses plantes et de sa fille, Marie-Dorée. Celle-ci craint son père, bien qu’elle trouve grâce à ses yeux. Pour passer le temps et l’ennui, elle joue du piano, ce qui agace son père et tricote des écharpes pour les prisonniers en particulier pour « un jeune homme » qu’elle entend chanter, ce qui révolte son père : « à table j’ai faim ! »
Mais lorsqu’il sort de son royaume, Clément Porey-Cave se métamorphose. C’est par désœuvrement et pour rompre un peu la monotonie de la vie de province, qu’il fréquente mademoiselle Yada, celle qu’il appelle son « aventure » et qui habite la ville voisine dans un appartement de deux pièces meublées en style tunisien. Pour ne pas divulguer son intrigue, il a pris la précaution de se faire appeler monsieur Alfred.
Au Grand Café, où se réunissent les notables, et où la belle et insolente Yada passe son temps, Porey-Cave compte un jeune rival : Jacquot, le violoniste chef d’orchestre très apprécié des femmes et dont Yada en est amoureuse parce que, lui, est un artiste. Porey-Cave, ce vieux jaloux, ne cesse de se lamenter de son triste sort, alors qu’il voudrait être aimé et admiré à l’égal de Jacquot : un musicien !
Alors lui vient une idée ! Il convoque dans son bureau le no 12 : Bonvent Rémi, un jeune paysan emprisonné pour vingt ans, pour avoir tué accidentellement un garde-chasse une nuit de braconnage. Porey-Cave l’autorise à s'adonner à son activité favorite, la chanson mais aussi à composer des airs qu'il lui promet de conserver jusqu'à sa sortie de prison, afin, prétend-il, de lui assurer un avenir une fois la liberté retrouvée. Pour lui prouver qu’il n’est pas un bourreau, Porey l’installe dans la petite chapelle de la prison où se trouve un orgue, afin qu’il puisse exercer ses réels talents de musicien. Peu après, Porey-Cave, voulant se sortir de l’obscurité de sa prison, demande conseil à Jacquot en tant que spécialiste en lui soumettant la musique d’une petite chanson dont il s'attribue la paternité, au grand étonnement de Yada : « Toi musicien dit-elle mais tu chantes faux ! » Mais Jacquot est enthousiaste, reconnaissant la valeur de cette musique et la gracieuseté des paroles.
Fort de cette appréciation, Porey-Cave invite sa fille et son épouse au Grand Café pour écouter jouer une valse de sa composition, malgré l’étonnement de Madeleine qui n’avait jamais su que son mari était capable de cela. Jacquot y joue une œuvre inédite : la valse langoureuse, très appréciée du public dont la discrète Yada. Jacquot présente l’auteur à l’auditoire : Porey-Cave.
À présent le plan de l’usurpateur fonctionne bien : Rémi Bonvent, ne se doutant de rien, se montre prolifique, tandis que Jacquot vient à la prison pour annoncer au directeur qu’il a signé un contrat d’exclusivité avec un grand éditeur de Paris pour 12 mélodies : « Allons au travail, vous êtes fonctionnaire rendait les clés de la prison mais garder la clé de sol ! »
Un jour, Bonvent reçoit la visite inattendue d’Aline, une jeune fille de son village qui lui apprend qu’elle a racheté sa ferme, où elle habite et qu'elle protège en attendant sa libération dans 18 ans. Mais Rémi ne lui laisse aucun espoir car il veut tout oublier, son ancienne vie ne compte plus pour lui. Adieu Aline ! Bonvent préfère penser à « son ombre » qu’il aperçoit de la fenêtre de sa cellule, qui l’entend jouer du piano et dont il a reçu une écharpe bleue. Et inspiré par sa muse, dans son univers de claustration, le compositeur-prisonnier Rémi Bonvent commence à composer un opéra qu'il baptise Le Lit à colonnes, d’après une légende que lui racontait sa mère.
L’été est là. La famille Porey-Cave part en vacances, à l’hôtel du Bel Air, et Marie Dorée fait la connaissance de la famille de Verrières dont le fils Olivier. Marie-Dorée tombe amoureuse de son délicieux visage de jeune officier. Des projets d’avenir sont échangés. Rémi, en panne d’inspiration durant l’absence de « son ombre », se remet avec conviction au travail d’écriture, dès son retour. En fait, c'est parce qu'il est secrètement amoureux de Marie-Dorée, qu'il observe par moments depuis sa petite geôle, que Bonvent compose sa musique. L’œuvre paraît tellement belle, que Porey-Cave, qui veut briller aux yeux de la société, s’approprie manuscrit et partitions, chargeant Jacquot, son imprésario diligent, de les défendre auprès de ses messieurs de l’Opéra. Cet hymne à l’amour est sélectionné.
Dès la première représentation à l'Opéra de Paris, Le lit à colonnes « détourné » est un véritable succès, en présence des familles Porey-Cave et de Verrières au complet. Seul Bonvent, dans son univers étriqué, ignore la supercherie, jusqu’au jour où, triste d’attendre « son ombre » qui a disparu, Dix-Doigts son brave gardien, croyant raisonner son prisonnier pour qu’il se fasse une raison de ne plus espérer, lui apprend que son amour d’ombre se nomme Marie-Dorée, qu’elle est la fille du directeur, lequel vient de connaître un triomphe à l’Opéra, et qu’elle va épouser le comte de Verrières. Rémi découvre que Marie-Dorée en réalité jouait et chantait sa propre musique et que son bienfaiteur de père n’était qu’un escroc. Il décide de s’évader pour aller la retrouver au château de Verrières et lui dire la vérité.
De leurs côtés, Jacquot et Yada ont des doutes sur l'authenticité de l’œuvre et sur les dons de musicien de Porey-Cave. Mais, ayant été généreusement récompensés pour leur soutien, ils décident d’abandonner ce musicien qui peut confondre « une clef de sol avec une clef de fa ! »
À la soirée du bal des fiançailles, tandis que Madeleine fait ses essais de robe, Porey-Cave effondré lui apprend que son prisonnier s’est évadé. Devant l’insouciance de son épouse face à ce non-événement, Clément décide de lui dire la vérité : « De ma vie je n’ai jamais composé une note de musique, l’auteur c’est l’évadé. » Madeleine, soucieuse de préserver cette vie brillante qu’elle souhaitait connaître, lui demande de garder son sang-froid. Porey-Cave, ayant aperçu l’ombre de Rémi traversant le village, a obtenu de la gendarmerie une surveillance discrète dans le parc du château pour le protéger de cet individu. Madeleine supplie son mari de sauver les apparences et de la rejoindre auprès de leur fille pour le bal mais Clément, à bout de force, en est incapable. Caché dans le parc où rodent les gendarmes, Rémi réussi à s’introduire discrètement dans le château et dans un couloir désert croise Marie-Dorée. Se faisant passer pour le jardinier du château, il lui demande humblement de pouvoir embrasser sa belle robe d’organdi-blanc pour lui porter bonheur. Marie-Dorée, juste un peu étonnée par son attitude, rejoint les invités et dans les bras de son fiancé Olivier ouvre le bal sous l’air de la valse langoureuse.
Dans la chambre à l’étage, Porey-Cave ouvre la fenêtre donnant sur le balcon, tandis que Rémi qui est parvenu à le retrouver, entre par la porte. Le face à face des deux protagonistes, le prisonnier musicien et le directeur usurpateur, est dramatique. Rémi, furieux de son infamante machination, dit qu’il lui a volé son âme tout en s’approchant du directeur qui se trouve sur le bord du balcon. Porey-Cave, effrayé et se sentant piégé, recule brusquement se blessant mortellement en tombant du premier étage, tandis que Bonvent est abattu par les gardes dont le bruit des armes est couvert par celui de l’orchestre. Madeleine, montant à l’étage croyant y trouver son mari, découvre Rémi qui meurt en prononçant le nom de son inspiratrice : Marie-Dorée.
Ignorant la vérité cachée par sa mère, Marie-Dorée, la fille roturière du regretté directeur de la maison d’arrêt de Meu, auteur d’une unique œuvre musicale renommée, Le Lit à colonnes, pourra épouser son fiancé le comte Olivier de Verrières.

## Fiche technique
- Titre : Le Lit à colonnes
- Réalisation : Roland Tual
- Scénario et dialogues : Charles Spaak, d‘après le roman[1] éponyme de Louise de Vilmorin, paru en 1941
- Dialogues: Jean Cocteau (non crédité)
- Costumes : Christian Dior
- Décors : Serge Piménoff
- Photographie : Pierre Montazel
- Son : René Louge
- Montage : Yvonne Martin
- Musique : Jean Françaix dirigée par Roger Désormière
- Directeur de la production : Dominique Drouin
- Société de production : Synops
- Production Roland Tual
- Société de distribution : Films Roger Richebé
- Tournage aux Studios Radio-Cinéma
- Pays d'origine :  France
- Format : Noir et blanc - 35 mm - 1,35:1 - Mono
- Durée : 107 minutes
- Date de sortie :
  - France - 19 juillet 1942

## Distribution
- Fernand Ledoux : Porey-Cave
- Odette Joyeux : Marie-Dorée
- Jean Marais : Rémi Bonvent
- Jean Tissier : Jacquot
- Pierre Larquey : Dix-Doigts
- Mila Parély : Yada
- Michèle Alfa : Aline
- Georges Marchal : Olivier de Verrières
- Emmy Lynn : la comtesse de Verrières
- Valentine Tessier : Mme Porey-Cave
- Robert Vattier : un inspecteur
- Jacqueline Champi : Marguerite de Verrières
- Henri Vilbert : un gardien
- Henri de Livry : un inspecteur
- Max de Guy : l'économe

Acteurs non crédités :
- Huguette Donga : Élise
- Georges Cadix : le petit Maurice
- Henri Farty
- Jacques Courtin

## Du livre au film
Du roman mélodramatique et poétique de Louise de Vilmorin, écrit en 1941, Roland Tual, producteur de cinéma, réalisa l'année suivante, pendant les heures sombres de l’Occupation, sa première mise en scène : Le Lit à colonnes
Cette adaptation d'après un scénario de Charles Spaak est dans l’ensemble assez fidèle au roman mais le temps du livre n’étant pas le même que le temps du film il y a des passages (ou séquences) comprimés voire absents.
Le film est centré dans l'ambiance carcérale de la forteresse de Meu où les principaux personnages vivent, avec quelques échappées dans l’environnement de la ville voisine, tandis que le livre s’ouvre plus amplement à d’autres régions dont celle du Midi de la France.
Dans le film comme dans le livre, le trio infernal est le même : la famille Porey-Cave, le prisonnier Bonvent et le couple Yada-Jacquot. Les personnages secondaires n’ont pas tous la même importance. Si le gardien Dix-Doigts joue le même rôle dans les deux univers, ce n’est pas le cas ni pour la famille de l’aristocrate Olivier de La Feuye (appelée de Verrières dans le film) qui est assez sollicitée dans le livre, ni pour le personnage d’Aline, juste évoquée dans le film. Dans ce dernier, certains personnages sont mêmes inexistants : les gérants de la librairie Brousse, l’éditeur Larride, Nestor Dimanchet le courtisan de Mme Porey-Cave, Melle La Chancelière la confidente de Marie-Dorée.
Dans le livre uniquement, on apprend que Porey-Cave avait connu « son aventure » au temps où Yada venait encore à la prison de Meu consoler Marc, son mari prisonnier et lui donner courage. Maintenant c’était fini, elle n’allait plus le voir et était-ce aussi par honte de cet abandon, qu’elle continuait de recevoir Porey-Cave et qu’elle semblait toujours prête à lui confier un message que pourtant elle taisait. La vie de cette prison n’avait pas de secrets pour Yada car le directeur lui disait tout, sauf l’existence de Bonvent. Les amours déjà anciennes unissaient Yada la belle brune et son cousin Jacquot à l’insu de Porey-Cave. Ils s’aimaient et avaient fait des vœux d’avenir dans les colonies africaines. C’est pour cela que Yada devant l’ingratitude de Porey-Cave, devenu riche et célèbre, lui rappelant sa promesse de récompense, n’hésitera pas à exercer sur lui un chantage : « quel scandale dans l’Administration, si l’on apprenait que monsieur Porey-Cave, le respecté directeur de la prison de Meu, entretient des relations intimes avec la femme d’un prisonnier placé sous sa surveillance. » Pour sa tranquillité Porey-Cave lui fera un chèque de 25 000 francs.
Dans le livre, nous faisons plus ample connaissance que dans le film avec Aline âgée de 23 ans, couturière, qui se rend par deux fois à la prison pour voir Rémy (ou Rémi) dont elle est amoureuse et lui dire qu’elle a racheté sa ferme en attendant son retour. Plus tard, c’est chez elle, à la ferme des Bornes, que Rémy se réfugiera après son évasion, pour passer quelques nuits avec elle, tout en sachant qu’elle allait se marier dans la quinzaine suivante : « J’ai honte, Rémy. »
Même relation d’amitié entre le gardien Dix-Doigts et Bonvent le prisonnier dans le livre comme dans le film. Chagriné de voir Bonvent dans un tel état de tristesse et d’abattement à cause de l’absence de Marie-Dorée, Dix-Doigts lui dit dans le film qu’elle ne reviendra pas car elle était partie à Paris pour assister à une grande fête à l’Opéra et qu’elle se trouvait à présent au château de Verrières où elle allait épouser le fils. Dans le livre, Bonvent tourmenté par les allusions de Dix-Doigts comprend que Marie-Dorée n'est plus là car elle est déjà mariée et qu’elle se trouve à présent dans un hôtel parisien à l’adresse que lui communique le gardien. Dans les deux cas, Bonvent dit au gardien qu’il est l’auteur des musiques écrites par amour pour Marie-Dorée et découvrira, après sa fuite, la réalité de l'usurpation de son œuvre par son directeur-protecteur en lisant une affiche dans la rue. Le désir de vengeance sera alors le même.
Cependant la principale différence se situe à la fin du livre par rapport à celle du film.
Dans le livre, Bonvent s’évade de la prison, pour se réfugier à la ferme des Bornes où il force Aline à l’aider à  fuir à l’étranger. Mais avant, il se rend à Paris pour aller dire à Maire-Dorée la vérité. C’est parce qu’il n’arrive pas à la rencontrer que son désir de vengeance se traduira froidement par l’assassinat d’un coup de couteau de son directeur-usurpateur, à la prison de Meu. Blessé par un gardien, Bonvent mourra dans sa cellule en présence de Dix-Doigts.
La fin du film est plus romantique tout en étant dramatique. Bonvent se rend au château de Verrières où il rencontre Marie-Dorée lui parlant avec émotion sans lui révéler la vérité et, après avoir embrassé sa belle robe blanche, la laisse partir vers son bonheur. Suivra le face à face avec son directeur-usurpateur qui se terminera fatalement pour les deux, accidentellement pour l’un et tragiquement pour l’autre.
L’histoire, dans le livre et le film, se termine en conte de fée pour Marie-Dorée qui ignorera pour toujours la vérité des faits, conservera une admiration pour son célèbre père défunt tout en quittant définitivement le lugubre pénitencier et rejoindre son prince charmant dans son idyllique château.

## Analyse critique du film
1941-1942, le monde est en feu. En France, dans cette période troublée de l’Occupation allemande, le cinéma du régime de Vichy « connaît une paradoxale prospérité. La fréquentation des salles fait un bond dont profitent d’abord les films nationaux, les films américains et anglais étant interdits et les films allemands peu appréciés. » La censure allemande et la censure française pèsent à des niveaux différents « pour déréaliser un cinéma qui joue à plein son rôle de divertissement, évitant au maximum l’engagement dans le réel, c’est-à-dire en évitant de parler de l’occupant, de la guerre, des prisonniers ou des tickets de rationnement. »
Pour ne pas subir les foudres de la censure, la production cinématographique française se réfugie volontiers dans le rêve (La Nuit fantastique de Marcel L’herbier) ou l’intemporalité (L’assassin habite au 21 de Clouzot, dont l’action ne peut se dérouler à Londres comme dans le roman mais à Paris), ou encore dans la féerie (Les Enfants du Paradis de Carné) en éludant ainsi le réel sans se priver pour autant d’allusions : par exemple dans Les Visiteurs du Soir de Marcel Carné où « le cœur des amants statufiés continuant à battre constitue une belle allégorie de la Résistance intérieure française. » 
Le Lit à colonnes est un autre exemple de cette période. Fuite dans le passé, reconstruction d’une Belle Époque convenue, le film de Tual est dans sa nature même de tourner le dos à la réalité ou presque car Jacques Siclier note dans « La France de Pétain et son cinéma » que Roland Tual, eut des difficultés avec la censure allemande en ce qui concerne sa description de la vie carcérale.
À cette époque, Roland Tual était surtout connu comme producteur de cinéma (La Bête humaine de Renoir – Remorques de Jean Grémillon). En 1942, il fait ses débuts dans le domaine de la mise en scène, expérience qu’il ne renouvellera qu’une seule fois.
Le Lit à colonnes est certes un film agréable à voir avec son côté très kitsch, grâce aussi à la qualité du jeu des acteurs, mais il reste en deçà de ce qu'il aurait pu être s'il avait été confié à un réalisateur plus chevronné pour réussir à mettre en scène une œuvre qui reste ambiguë selon Jean Tulard : « Pour que les ingénues chichiteuses puissent épouser de beaux militaires au sang bleu, les jeunes hommes d’origine paysanne doivent périr après s’être fait dépouiller de leur talent ». En effet, c’est à la suite du succès de l’opéra, volé par le directeur du pénitencier au détriment du prisonnier innocent, que Madame de Verrières autorise son fils Olivier à épouser la jeune roturière, Marie-Dorée. Les préjugés sociaux vaincus, le directeur-voleur de chansons et l’encombrant compositeur-prisonnier meurent.
Le Lit à colonnes légitime l’aspiration d’une ingénue à devenir patricienne. Faut-il y voir l’influence de la vielle idée réactionnaire reçue selon laquelle, dans le couple, l’homme se doit d’appartenir à une classe sociale supérieure à celle de la fiancée afin de l'y faire accéder par les liens sacrés du mariage ? À l’inverse de cette vision qualifiée de rétrograde, Douce, le film que réalisera Claude Autant-Lara, l'année suivante avec le même rôle féminin et la même actrice (Odette Joyeux), condamnera sans ambigüité les préjugés sociaux de l'aristocratie décadente.
Le scénario de cette « production très parisienne» est adapté, par Charles Spaak, d'un roman de Louise de Vilmorin ; Jean Françaix signe la musique, et les costumes sont créés par Christian Dior.
Aux côtés de jeunes actrices en vue de cette époque, Michèle Alfa et la rayonnante Odette Joyeux (fidèle à son personnage d’adolescente romanesque), Jean Marais (acteur de scène et dont c'est l'un des premiers rôles consistants au cinéma avant L'Éternel Retour) peut paraître moins convaincant  à cause de son jeu trop théâtralisé. Il est doublé par le baryton Jacques Jansen lorsqu'il chante.
Fernand Ledoux interprète avec une « sobriété intense» « le geôlier jaloux de son prisonnier et le dépouillant de son œuvre », réussissant à humaniser ce personnage que le spectateur finit par plaindre, ce qui témoigne de la profondeur de son portrait.
Dans sa biographie sur l'acteur, Carole Weisweiller indique que Jean Marais put assouvir avec ce film la haine qu'il avait envers le journaliste collaborationniste Alain Laubreaux, lequel avait traité le théâtre de Cocteau de décadence et de perversité. Comme il l'avait annoncé, Jean Marais « lui cassa la figure ». Par une étrange coïncidence, le sujet du livre comme du film correspondait à celle d'Alain Laubreaux qui avait été condamné auparavant pour plagiat : son père, garde-chiourme, avait reçu d'un bagnard un manuscrit qu'il avait publié sous le nom de son fils.
Dans sa biographie sur l'acteur, Henry-Jean Servat révèle que Jean Marais et l'actrice Mila Parély eurent une liaison et qu'ils manquèrent de s’épouser ; Cocteau, compagnon de l'acteur, était d'ailleurs d'accord avec cette union, décrite par Marais dans deux de ses livres, Histoires de ma vie (ses Mémoires) et L'Inconcevable Jean Cocteau.
« Jean, c'est comme un frère », se plaisait à dire Louise de Vilmorin. En effet son amitié indéfectible avec Jean Cocteau dura 30 ans de 1934 à 1963, année de la mort du poète. Dans sa biographie de Jean Marais, Gilles Durieux écrit : « Cocteau accepta de travailler anonymement au scénario et aux dialogues du Lit à colonnes, d'après le roman de Louise de Vilmorin, l'histoire d'un plagiat. En fait, c'est au très renommé Charles Spaak, qu'il avait été demandé de faire ce travail. Mais le résultat consterna tellement les investigateurs du projet qu'ils se tournèrent en désespoir de cause vers Cocteau, qui s'empressa de reconstruire l'histoire et de remodeler les personnages en vue d'une version fabriquée sur mesure pour le mythe naissant de Marais. Au bout du compte, Charles Spaak se contenta de signer le scénario élaboré par le poète […] Avec ce nouveau film, Jean Marais passait de l'enfermement des mines à celui d'une cellule de prison. Mais le mineur amoureux embrouillé dans la sombre affaire du pavillon brûle  devenait, derrière les barreaux, poète élégiaque, écrivant pour sa belle - la fille du directeur de la prison - un opéra que le papa de celle-ci, interprété par un Fernand Ledoux démoniaque, fera jouer sous son propre nom. Heureusement les dieux, ceux de la musique comme ceux de l'amour, veillent et la vérité finit par éclater. Comme n'est pas Visconti  qui veut, la représentation de l'opéra au sein même du film montra une certaine lourdeur et attira maints reproches de la part de la critique, même si le succès public fut assez net.»